# Larisa Yurkiw
Larisa Yurkiw (* 30. März 1988 in Wiarton, Ontario) ist eine ehemalige kanadische Skirennläuferin. Ihre Stärken waren Abfahrt und Super-G, sie fuhr aber auch andere Disziplinen. Ihre Vorfahren stammen aus der Ukraine.

## Biografie
Yurkiw nahm ab Dezember 2013 an FIS-Rennen teil, ab März 2004 auch im Nor-Am Cup. In dieser Rennserie stand sie am 8. Dezember 2005 erstmals auf dem Podest, als Drittplatzierte der Abfahrt von Lake Louise. Einen Tag später folgte bereits am nächsten Tag. Im Nor-Am Cup 2005/06 wurde Yurkiw Zweite der Abfahrtswertung und Siebte der Gesamtwertung – dasselbe Ergebnis erreichte sie auch im Nor-Am Cup 2006/07. In der Saison 2007/08 gewann sie schließlich die Gesamtwertung und die Abfahrtswertung des Nor-Am Cups, außerdem belegte sie den zweiten Platz der Super-G-Wertung. Bei den Juniorenweltmeisterschaften 2008 in Formigal holte sie die Silbermedaille in der Kombination.
Im Weltcup startete Yurkiw – im Gegensatz zum Nor-Am Cup – nur in den schnellen Disziplinen sowie bei den Kombinationen. Ihren ersten Weltcupeinsatz hatte sie am 13. Januar 2007 in Zauchensee, die ersten Weltcuppunkte folgten am 5. Dezember 2008 mit Platz 29 in der Abfahrt von Lake Louise. Internationale Aufmerksamkeit erregte Yurkiw, als sie im Januar 2009 unerwartet Erste in der Kombinations-Abfahrt von Zauchensee wurde; im anschließenden Slalom fiel sie jedoch weit zurück und blieb ohne Punkte. Am 21. Februar 2009 gelang ihr das erste Top-10-Ergebnis, als sie Neuntplatzierte der Abfahrt von Tarvisio war.
Am 16. Dezember 2009 stürzte Yurkiw im Abfahrtstraining in Val-d’Isère schwer und erlitt Kreuzbandrisse im linken Knie. Sie musste den Rest des Winters pausieren und konnte auch in der Saison 2010/11 an keinen Rennen teilnehmen. Nach einer zweijährigen Pause startete sie im Dezember 2011 wieder im Nor-Am Cup und kam im Januar 2012 erneut im Weltcup zum Einsatz. Während sie im Weltcup bis Saisonende ohne Punkte blieb, gelangen ihr im Nor-Am Cup 2011/12 zwei Siege und weitere zwei Podestplätze. Auch im Europacup fuhr sie erstmals auf das Podest.
Der kanadische Skiverband entschied im April 2013, das Speedteam aufgrund andauernder Erfolglosigkeit aufzulösen. Yurkiw war von dieser Entscheidung überrascht und entschloss sich dazu, ein Privatteam namens „Team Larisa Racing“ ins Leben zu rufen. Sie engagierte einen österreichischen Trainer und machte sich selbst auf die Suche nach Sponsoren, um den weiteren Verlauf ihrer Sportkarriere zu finanzieren. Mit schwedischen, norwegischen und deutschen Skirennläuferinnen schloss sie sich zu einer Trainingsgemeinschaft zusammen.
Dass diese Entscheidung die richtige gewesen war, bewies Yurkiw am 6. Dezember 2013 als Siebte der ersten Abfahrt von Lake Louise eindrücklich. Mit dem sechsten Platz in Zauchensee sicherte sie sich die Qualifikation für die Olympischen Winterspiele 2014 in Sotschi. Dort fuhr sie in der Abfahrt auf den 20. Platz. Nach einem vierten Platz zu Beginn der Weltcupsaison 2014/15 fuhr sie am 16. Januar 2015 sie als Zweite der Abfahrt von Cortina d’Ampezzo erstmals aufs Podest. Drei weitere Podestplätze schaffte sie in der Weltcupsaison 2015/16: Dritte der Abfahrt von Val-d’Isère am 19. Dezember 2015, Zweite der Sprintabfahrt von Zauchensee am 9. Januar 2016 und Zweite der Abfahrt von Cortina d’Ampezzo am 23. Januar 2016. Dies ergab in der Disziplinenwertung den dritten Platz.
Etwas überraschend gab Yurkiw am 12. Mai 2016 ihr Karriereende bekannt und begründete dies mit chronischen Knieproblemen.

## Erfolge

### Olympische Spiele
- Sotschi 2014: 20. Abfahrt

### Weltmeisterschaften
- Schladming 2013: 23. Super-G, 28. Abfahrt
- Vail/Beaver Creek 2015: 28. Super-G, 14. Abfahrt

### Weltcup
- 12 Platzierungen unter den besten zehn, davon 4 Podestplätze

### Weltcupwertungen
| Saison  | Gesamt | Gesamt | Abfahrt | Abfahrt | Super-G | Super-G | Kombination | Kombination |
| Saison  | Platz  | Punkte | Platz   | Punkte  | Platz   | Punkte  | Platz       | Punkte      |
| ------- | ------ | ------ | ------- | ------- | ------- | ------- | ----------- | ----------- |
| 2008/09 | 88.    | 37     | 33.     | 32      | –       | –       | 44.         | 5           |
| 2009/10 | 95.    | 29     | 43.     | 22      | 49.     | 7       | –           | –           |
| 2012/13 | 111.   | 6      | –       | –       | 42.     | 6       | –           | –           |
| 2013/14 | 52.    | 115    | 24.     | 99      | 40.     | 16      | –           | –           |
| 2014/15 | 32.    | 214    | 10.     | 202     | 41.     | 12      | –           | –           |
| 2015/16 | 22.    | 465    | 3.      | 407     | 25.     | 58      | –           | –           |

### Nor-Am Cup
- Saison 2005/06: 7. Gesamtwertung, 2. Abfahrtswertung, 7. Super-G-Wertung
- Saison 2006/07: 7. Gesamtwertung, 2. Abfahrtswertung, 4. Kombinationswertung
- Saison 2007/08: Gesamtsiegerin, 1. Abfahrtswertung, 2. Super-G-Wertung, 4. Kombinationswertung, 5. Riesenslalomwertung
- Saison 2008/09: 10. Gesamtwertung, 2. Kombinationswertung, 3. Super-G-Wertung
- Saison 2011/12: 10. Gesamtwertung, 5. Super-G-Wertung, 6. Riesenslalomwertung
- Saison 2014/15: 6. Abfahrtswertung
- 23 Podestplätze, davon 10 Siege:

| Datum             | Ort              | Land   | Disziplin         |
| ----------------- | ---------------- | ------ | ----------------- |
| 9. Dezember 2005  | Lake Louise      | Kanada | Abfahrt           |
| 14. Februar 2007  | Big Mountain     | USA    | Abfahrt           |
| 12. Dezember 2007 | Panorama         | Kanada | Super-Kombination |
| 12. Dezember 2007 | Panorama         | Kanada | Super-G           |
| 4. Januar 2008    | Mont Sainte-Anne | Kanada | Riesenslalom      |
| 12. März 2009     | Lake Placid      | USA    | Super-Kombination |
| 12. März 2009     | Lake Placid      | USA    | Super-G           |
| 13. März 2009     | Lake Placid      | USA    | Super-G           |
| 11. Dezember 2011 | Panorama         | Kanada | Super-G           |
| 16. Dezember 2011 | Panorama         | Kanada | Riesenslalom      |

### Europacup
- 4 Podestplätze, davon 1 Sieg:

| Datum             | Ort        | Land    | Disziplin |
| ----------------- | ---------- | ------- | --------- |
| 17. Dezember 2013 | St. Moritz | Schweiz | Abfahrt   |

### Juniorenweltmeisterschaften
- Québec 2006: 40. Riesenslalom, 41. Slalom
- Zauchensee/Flachau 2007: 7. Abfahrt, 28. Riesenslalom
- Formigal 2007: 2. Kombination, 8. Abfahrt, 10. Super-G, 20. Riesenslalom, 26. Slalom

### Weitere Erfolge
- 3 kanadische Meistertitel (Abfahrt 2008 und 2013, Super-G 2008)
- 1 Podestplatz im South American Cup
- 8 Siege in FIS-Rennen